# Цементировочный комплекс
Цементировочный комплекс — буровое оборудование, предназначенное для нагнетания жидких сред при цементировании скважин при бурении, опрессовочных работах, капитальном ремонте скважин. Также применяется для проведения других промывочно-продавочных работ в нефтяных и газовых скважинах.
Цементировочный комплекс включает в себя насосную установку, смонтированную на автошасси и состоит из следующих элементов: монтажной рамы, трансмиссии, трёхплунжерного насоса высокого давления, мерного бака, водоподающего насосного блока, манифольда, системы управления, вспомогательного трубопровода и электрооборудования. Насос высокого давления имеет привод двигателя автомобиля через коробку отбора мощности и коробку передач.